# لي كوان (صحفي)
لي كوان (بالإنجليزية: Lee Cowan)‏ هو صحفي أمريكي، ولد في 1 مايو 1965 في سولت ليك في الولايات المتحدة.